# Суббота и воскресенье
«Суббота и воскресенье» — советский короткометражный детский телевизионный художественный фильм 1982 года, единственная режиссёрская работа кинооператора Константина Апрятина.

## Сюжет
Рассказ о маленьком мальчике и его верном друге — дворовой собаке. Родители распланировали досуг сына, записав его во всевозможные кружки, а ребёнок хочет привести домой брошенного пса.

## В ролях
| Актёр             | Роль               |
| ----------------- | ------------------ |
| Андрей Кузнецов   | мальчик            |
| Ирина Алфёрова    | мама               |
| Александр Абдулов | папа               |
| Владимир Басов    | учитель рисования  |
| Роман Филиппов    | врач-педиатр       |
| Валентин Гафт     | психолог           |
| Тамара Дербенёва  | учительница музыки |